# 張胄玄
张胄玄（?—?），隋朝学者，渤海郡蓚县人。

## 生平
张胄玄博学多通，非常精通术数。冀州刺史赵煚推荐他，隋文帝征召他授云骑尉，直太史，参议律历之事。当时辈多出自他的门下，于是太史令刘晖等人都嫉妒她。张宾修撰的《甲子元历》以后，广平人刘孝孙与冀州秀才刘焯都上书指出了新历的失误。仪同三司刘晖附会张宾，两人一起向隋文帝诋毁刘孝孙。张胄玄和刘孝孙共同指责张宾的历法，于是异议蜂起，长期争论不休。文帝派人询问验证双方历法所定日食的情况，尚书右仆射杨素等人上奏说：“太史们根据张宾的历法所奏报的日食总共有二十五次，基本上都与事实不符；而张胄玄所推定的日食日期，前后全都得到验证，准确无误；刘孝孙所推定的日食日期，符合的也超过一半。”于是文帝就召见刘孝孙和张胄玄两人，亲自加以慰问勉励。刘孝孙请求先处斩刘晖，然后他才能制定新历，文帝很不高兴，就又下令终止了制定新历的工作。刘孝孙不久就去世了。尚书右仆射杨素、大常卿寺牛弘等人再次向隋文帝推荐张胄玄的历法，于是文帝令杨素和掌管律历的官吏讨论提出了六十一个问题，都是旧历法长期以来很难解释清楚的，让拥护旧历法的刘晖等人和张胄玄等人互相辩难解释。结果刘晖闭口无言，而张胄玄解释通了五十四个问题，于是文帝就任命张胄玄为员外散骑常侍兼太史令，赏赐给他布帛财物一千余段，并令他参酌修定新的历法。刘晖及党羽八人都被斥逐。改定新历，说和前历差一日，内史通事颜敏楚上言：“汉朝时落下闳改《颛顼历》作《太初历》，说后事当差一日。八百年当有圣人改定。到现在相去七百一十年，术士举其成数，圣人的称谓，就在今天吗！”文帝大悦，张胄玄渐被亲用。张胄玄所作历法，与古代不同的有三事，其超越古代有独自特色的有七事。这些都是张胄玄独到体会，评论者佩服他的精密。大业年间在官任上去世。

## 延伸阅读
[在维基数据编辑]
 《北史·卷089》，出自李延壽《北史》
 《隋書·卷78》，出自魏徵《隋书》